# Facundo Campazzo
Facundo Campazzo, detto Facu (Córdoba, 23 marzo 1991), è un cestista argentino con cittadinanza spagnola che gioca nel Real Madrid e nella Argentina di cui è capitano.
È riconosciuto soprattutto per le sue doti da passatore.

## Carriera

### Europa
Dal 2008 al 2014 ha militato nel Peñarol Mar del Plata, per poi emigrare in Spagna, nelle file del Real Madrid e del Murcia.

### NBA (2020-2022)

#### Denver Nuggets
Il 20 novembre 2020 firma un contratto biennale con la squadra NBA dei Denver Nuggets.

#### Nazionale
Ha partecipato con la nazionale argentina ai Giochi della XXX Olimpiade nel 2012, a quelli della XXXI Olimpiade nel 2016 e ai Mondiali nel 2019, dove ha sfiorato la conquista del titolo mondiale.

## Statistiche

### NBA

#### Regular season
| Anno      | Squadra          | PG  | PT | MP   | TC%  | 3P%  | TL%  | RP  | AP  | PRP | SP  | PP  |
| --------- | ---------------- | --- | -- | ---- | ---- | ---- | ---- | --- | --- | --- | --- | --- |
| 2020-2021 | Denver Nuggets   | 65  | 19 | 21,9 | 38,1 | 35,2 | 87,9 | 2,1 | 3,6 | 1,2 | 0,2 | 6,1 |
| 2021-2022 | Denver Nuggets   | 65  | 4  | 18,2 | 36,1 | 30,1 | 76,9 | 1,8 | 3,4 | 1,0 | 0,4 | 5,1 |
| 2022-2023 | Dallas Mavericks | 8   | 0  | 6,5  | 23,1 | 27,3 | 50,0 | 0,3 | 1,1 | 0,8 | 0,0 | 1,3 |
| Carriera  | Carriera         | 138 | 23 | 19,3 | 36,9 | 32,6 | 82,5 | 1,8 | 3,3 | 1,1 | 0,3 | 5,3 |

#### Play-off
| Anno     | Squadra        | PG | PT | MP   | TC%  | 3P%  | TL%  | RP  | AP  | PRP | SP  | PP  |
| -------- | -------------- | -- | -- | ---- | ---- | ---- | ---- | --- | --- | --- | --- | --- |
| 2021     | Denver Nuggets | 10 | 9  | 27,0 | 39,2 | 39,6 | 84,2 | 3,0 | 4,1 | 1,4 | 0,4 | 9,3 |
| 2022     | Denver Nuggets | 4  | 0  | 3,3  | 0,0  | 0,0  | -    | 0,8 | 0,5 | 0,0 | 0,0 | 0,0 |
| Carriera | Carriera       | 14 | 9  | 20,2 | 38,2 | 38,0 | 84,2 | 2,4 | 3,1 | 1,0 | 0,3 | 6,6 |

#### Massimi in carriera
- Massimo di punti: 22 vs Houston Rockets (1º gennaio 2022)[2]
- Massimo di rimbalzi: 9 vs New York Knicks (5 maggio 2021)
- Massimo di assist: 13 vs Houston Rockets (24 aprile 2021)
- Massimo di palle rubate: 5 (3 volte)
- Massimo di stoppate: 2 (6 volte)
- Massimo di minuti giocati: 40 vs Boston Celtics (16 febbraio 2021)

### Eurolega
| Anno       | Squadra      | PG  | PT  | MP   | TC%  | 3P%  | TL%  | RP  | AP  | PRP | SP  | PP   |
| ---------- | ------------ | --- | --- | ---- | ---- | ---- | ---- | --- | --- | --- | --- | ---- |
| 2014-2015† | Real Madrid  | 11  | 1   | 8,6  | 47,6 | 36,4 | 70,0 | 0,5 | 2,0 | 0,5 | 0,1 | 2,8  |
| 2017-2018† | Real Madrid  | 30  | 28  | 23,1 | 39,6 | 37,6 | 83,3 | 2,4 | 4,5 | 1,4 | 0,1 | 7,9  |
| 2018-2019  | Real Madrid  | 34  | 14  | 23,6 | 38,5 | 37,4 | 89,3 | 2,6 | 5,2 | 1,6 | 0,0 | 8,7  |
| 2019-2020  | Real Madrid  | 28  | 27  | 23,9 | 40,3 | 31,0 | 87,0 | 2,3 | 7,1 | 1,4 | 0,0 | 9,9  |
| 2020-2021  | Real Madrid  | 10  | 8   | 25,8 | 38,0 | 27,5 | 82,6 | 2,5 | 6,7 | 2,0 | 0,0 | 9,3  |
| 2022-2023  | Stella Rossa | 9   | 7   | 28,6 | 43,6 | 33,3 | 89,7 | 2,8 | 5,9 | 1,9 | 0,0 | 15,0 |
| 2023-2024  | Real Madrid  | 37  | 36  | 25,3 | 45,2 | 32,2 | 86,6 | 2,9 | 6,5 | 1,3 | 0,0 | 11,5 |
| 2024-2025  | Real Madrid  | 39  | 33  | 25,7 | 45,0 | 33,8 | 86,0 | 3,1 | 6,0 | 1,0 | 0,1 | 12,0 |
| Carriera   | Carriera     | 198 | 154 | 23,8 | 42,2 | 33,7 | 86,4 | 2,6 | 5,7 | 1,3 | 0,0 | 9,9  |

### Eurocup
| Anno      | Squadra  | PG | PT | MP   | TC%  | 3P%  | TL%  | RP  | AP  | PRP  | SP  | PP   |
| --------- | -------- | -- | -- | ---- | ---- | ---- | ---- | --- | --- | ---- | --- | ---- |
| 2016-2017 | Murcia   | 13 | 12 | 30,2 | 36,7 | 31,8 | 73,9 | 2,7 | 6,7 | 2,2* | 0,2 | 13,2 |
| Carriera  | Carriera | 13 | 12 | 30,2 | 36,7 | 31,8 | 73,9 | 2,7 | 6,7 | 2,2  | 0,2 | 13,2 |

## Palmarès

### Squadra
- Campionato spagnolo: 5

Real Madrid: 2014-2015, 2017-2018, 2018-2019, 2023-2024, 2024-2025
- Campionato serbo: 1

Stella Rossa: 2022-2023
- Supercoppa spagnola: 5

Real Madrid: 2014, 2018, 2019, 2020, 2023
- Copa del Rey: 3

Real Madrid: 2015, 2020, 2024
- Eurolega: 2

Real Madrid: 2014-2015, 2017-2018
- Coppa di Serbia: 1

Stella Rossa: 2023

### Individuale
- Liga ACB MVP finali: 2

Real Madrid: 2018-2019, 2024-2025
- MVP Supercoppa spagnola: 2

Real Madrid: 2019, 2023
- MVP Coppa del Re: 2

Real Madrid: 2020, 2024
- Quintetto ideale della ABA Liga: 1

Stella Rossa: 2022-2023
- All-Euroleague First Team: 1

Real Madrid: 2023-2024
- Liga ACB MVP: 1

Real Madrid: 2023-2024